# Anna McNuff
Anna McNuff (18 de octubre de 1984) es una deportista británica que compitió en remo. Ganó una medalla de bronce en el Campeonato Europeo de Remo de 2007, en la prueba de ocho con timonel.

## Palmarés internacional
| Campeonato Europeo | Campeonato Europeo | Campeonato Europeo | Campeonato Europeo |
| Año                | Lugar              | Medalla            | Prueba             |
| ------------------ | ------------------ | ------------------ | ------------------ |
| 2007               | Poznań (Polonia)   | Medalla de bronce  | Ocho con timonel   |